# Tubiclavoididae
Tubiclavoididae is een familie van neteldieren uit de klasse van de Hydrozoa (hydroïdpoliepen).

## Geslacht
- Tubiclavoides Moura, Cunha & Schuchert, 2007